# Kim thất cải
Kim thất cải (danh pháp khoa học: Gynura barbareifolia) là một loài thực vật có hoa trong họ Cúc. Loài này được Gagnep. mô tả khoa học đầu tiên năm 1921.